# Ordnungsamt
Das Ordnungsamt (abgekürzt oft OA) bzw. Amt für öffentliche Ordnung ist in Deutschland und in einigen Gemeinden in Österreich die Bezeichnung für eine Organisationseinheit innerhalb der Kommunalverwaltung, in der üblicherweise die Aufgabe der Abwehr von Gefahren für die öffentliche Sicherheit oder Ordnung wahrgenommen wird, soweit diese nicht landesgesetzlich speziellen Behörden zugewiesen sind. Zu unterscheiden sind die Bezeichnungen der eigentlichen Behörde und des sichtbaren Vollzugsdienstes, die nicht unter der gleichen Bezeichnung auftreten müssen.

## Situation in Deutschland und Österreich

### Deutschland

#### Das Ordnungsamt als Behörde

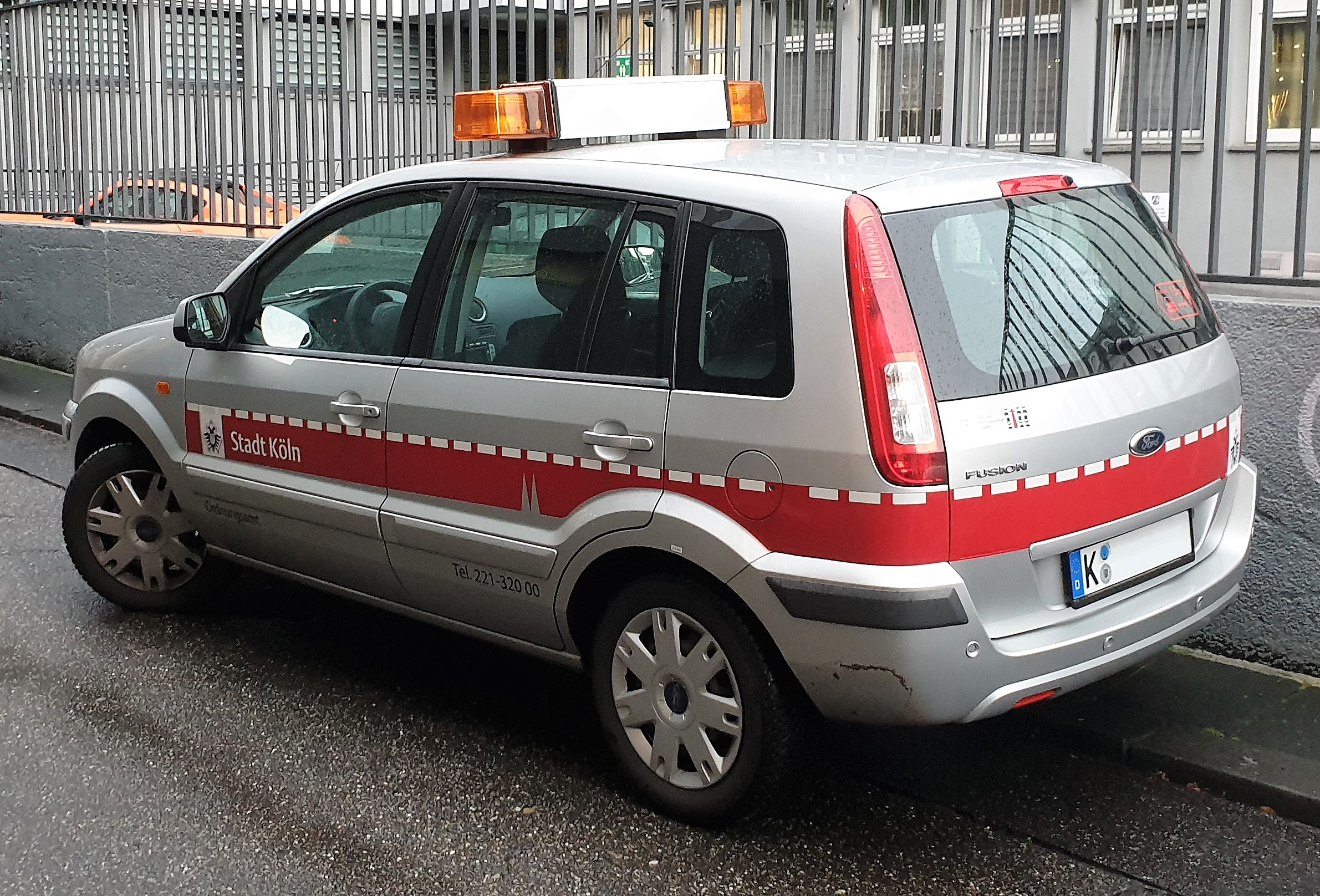
Fahrzeug des Ordnungsamtes Köln

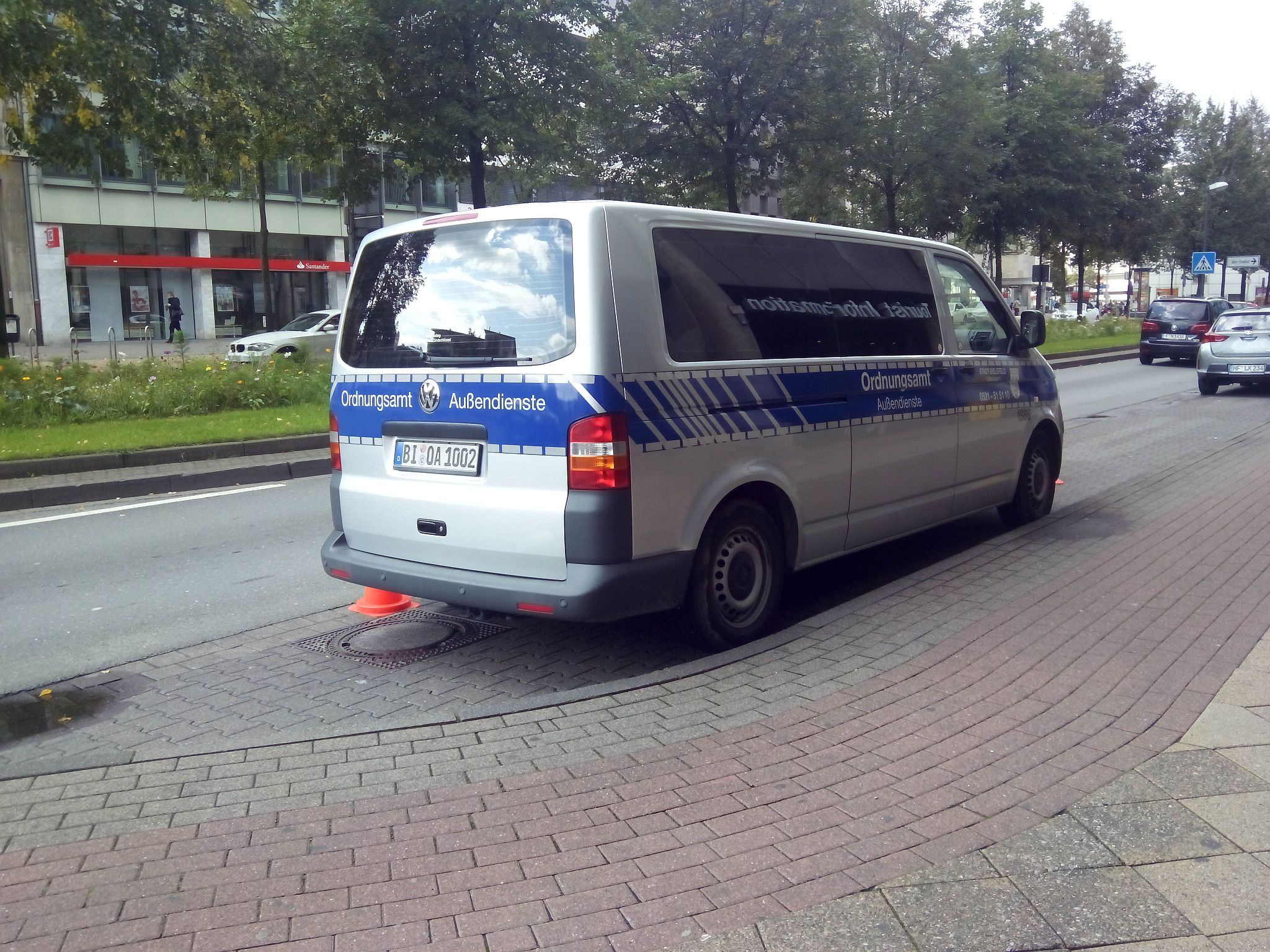
Fahrzeug des Ordnungsamtes in Bielefeld

Die Zuständigkeiten des Ordnungsamtes sind in Deutschland aufgrund länderspezifischer Besonderheiten, der Einwohnerzahl der Gemeinde und der gemeindlichen Organisationshoheit in den einzelnen Gemeinden sehr unterschiedlich.
Das Ordnungsamt nimmt nicht nur – mehr oder minder umfassend – die Aufgaben der örtlichen Ordnungsbehörde wahr, sondern fast immer auch noch weitere Aufgaben, die landesgesetzlich bestimmten Sonderordnungsbehörden zugewiesen sind. Neben den Gemeinden nehmen die Aufgaben der Kreisordnungsbehörde die Landkreise bzw. die kreisfreien Städte wahr. Häufig werden folgende Aufgaben vornehmlich im Ordnungsamt zusammengefasst:
- Gewerbeamt
- Lärmschutz
- Bestattungswesen
- Verfolgung allgemeiner Ordnungswidrigkeiten
- Einleitung des Verfahrens zur Unterbringung psychisch kranker Menschen
- Waffenwesen
- Marktwesen
- Überwachung des ruhenden Verkehrs
- Ausländerwesen
- Staatsbürgerschaften und öffentlich-rechtliche Namensänderungen
- Einwohnermeldeamt
- Kfz-Zulassung
- Führerscheinstelle
- Obdachlosenwesen
- Tierschutz

Im weiteren Sinne können auch noch
- Schlachttier- und Fleischuntersuchung
- Amtliche Lebensmittelüberwachung
- Feuerwehr

dem Ordnungsamt zur Erledigung zugewiesen sein.
Nach dem Muster-Verwaltungsgliederungsplan der KGSt (Kommunale Gemeinschaftsstelle für Verwaltungsmanagement) ist es mit der Ordnungsnummer 32 dem Bereich Rechts-, Sicherheits- und Ordnungsverwaltung zugegliedert.

#### Das Ordnungsamt als Vollzugsdienst

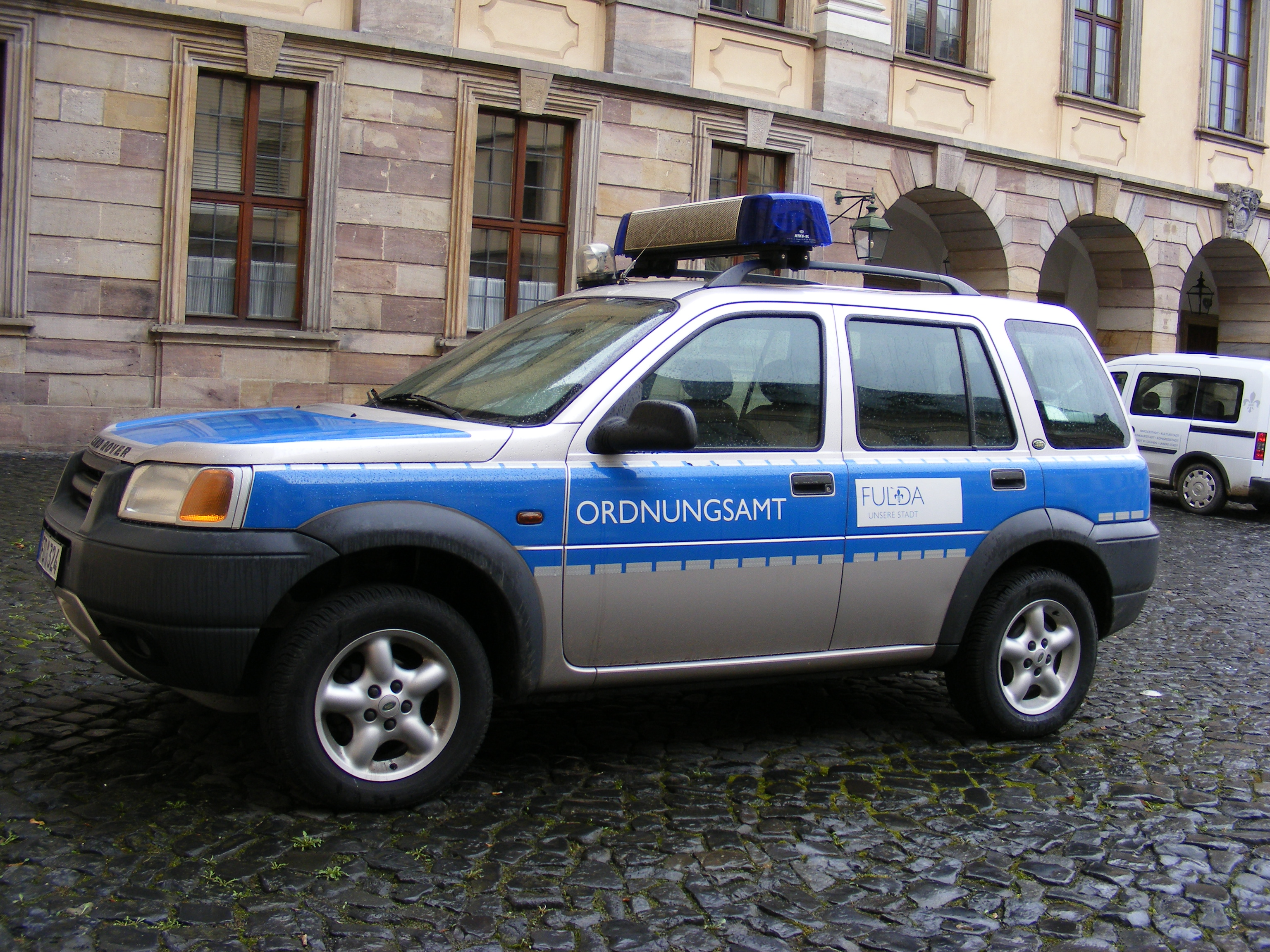
Fahrzeug des Ordnungsamtes Fulda

Viele Städte haben im Ordnungsamt den Vollzugsdienst der Ordnungsbehörde angesiedelt, welche nach den gesetzlichen Vorschriften der jeweiligen Länder in Erscheinung treten. In Deutschland ist der Sammelbegriff für den uniformierten Vollzugsdienst der kommunalen Ordnungsbehörde Kommunaler Ordnungsdienst (KOD). Rechtsträger des Ordnungsamtes einer Gemeinde ist die Gemeinde als materiell verpflichtete Körperschaft.
Die Ausgestaltung der kommunalen Ordnungsdienste ist sehr unterschiedlich. Die Befugnisse sind – zumindest in Nordrhein-Westfalen (NRW) und in Baden-Württemberg – sehr weitreichend, werden aber in den einzelnen Städten und Gemeinden teilweise unterschiedlich wahrgenommen. In vielen Kommunen besteht auch eine enge Zusammenarbeit mit der jeweiligen Landespolizei (Doppelstreife, gemeinsame Wache).
Beim jährlichen Bundeskongress Kommunale Ordnung werden die grundsätzlichen Entwicklungen in diesem Bereich (Aufgabenzuwachs, Aufrüstung, Professionalisierung) diskutiert.

#### Ausbildung und Ausrüstung

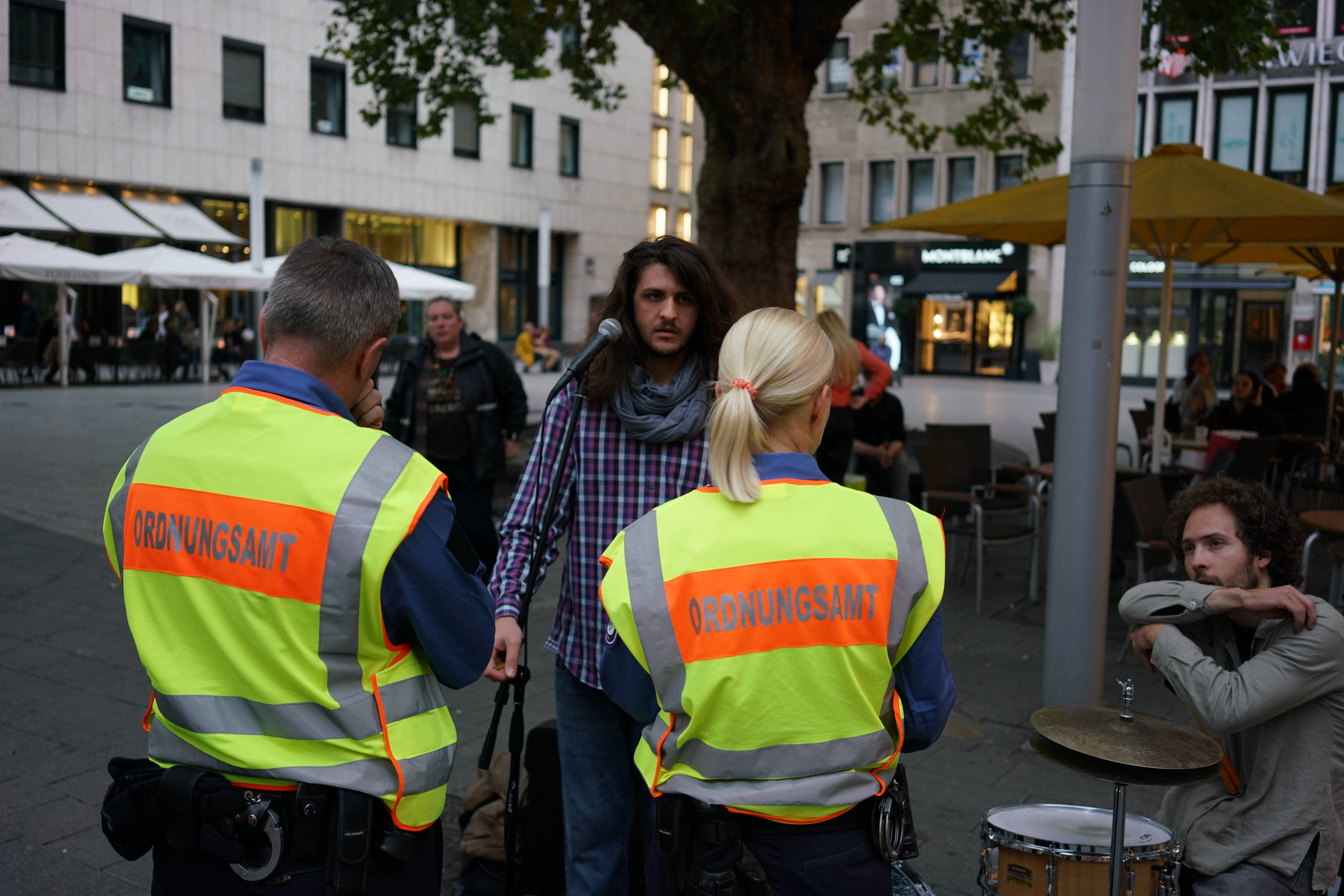
OA-Beamte in Köln

Es gibt keine einheitlichen Standards in Ausbildung, Ausrüstung, Bewaffnung, Aufgabenwahrnehmung und Uniformierung, aber zum Teil Versuche in diese Richtung. Seit 2014 gibt es in Baden-Württemberg eine landeseinheitliche Ausbildung für den KOD, welcher in den Ausbildungsinhalten dem mittleren Polizeivollzugsdienst entspricht. Die KOD-Ausbildung gliedert sich dabei in 5 Ausbildungseinheiten (Grundausbildung, Praktikum I, Aufbaulehrgang, Praktikum II und einem Abschlusskurs). Gelehrt wird hier u. a. allgemeines und besonderes Polizeirecht, Owi-Recht, Strafprozessrecht, Strafrecht, Verwaltungsrecht, Straßenverkehrsrecht, Staatskunde, Psychologie, Dienstrecht, Waffenrecht, Einsatztraining/Zugriffstraining etc. sowohl in Theorie und Praxis (SHT). Am Ende dieser Ausbildung erfolgt eine entsprechende schriftliche und praktische Prüfung.
Die Ausrüstung der Mitarbeiter des Ordnungsamtes obliegt ebenfalls der Kommune. Mitarbeiter der Behörden können etwa mit Funkgerät, Schutzhandschuhen, Pfefferspray, Handschellen, Schlagstöcken bis hin zu Schusswaffen ausgestattet sein, so dass die Ausrüstung jener der Polizei ähnelt. Über Schusswaffen verfügen etwa die Ordnungsämter in Frankfurt am Main und Stuttgart.
Die Einrichtung von kommunalen Ordnungsdiensten kann als Teil der momentan zu beobachtenden Neugestaltung der deutschen Polizeien gewertet werden. Damit werden die Vereinheitlichungsbestrebungen der 1970er Jahre im Polizeirecht umgekehrt, die zu weitgehend einheitlichen Polizeigesetzen und Polizeiuniformen sowie zur Entkommunalisierung der Polizei geführt haben. Letztendlich kann am Ende dieser Entwicklung die Wiederherstellung der kommunalen Polizeien in Deutschland stehen.
Der KOD der Städte und Kreise übernimmt die Aufgaben im Rahmen der öffentlichen Sicherheit und Ordnung, die bislang die Polizei der Länder subsidiär (untergeordnet) wahrgenommen haben. Dies ist der überwiegende Teil der Ordnungswidrigkeiten, wie z. B. Ruhestörungen, Belästigungen der Allgemeinheit, der in die Zuständigkeiten der Städte und Kreise fällt. Sie sind befugt ihre rechtmäßigen Maßnahmen mit Zwang, d. h. auch unter Umständen mit Gewalt gegen Personen durchzusetzen. Zur Anwendung kommt hier das Ordnungsbehördengesetz in Verbindung mit dem Polizeigesetz, zumindest gilt dies für das Land Nordrhein-Westfalen.

##### Die Situation in den Ländern

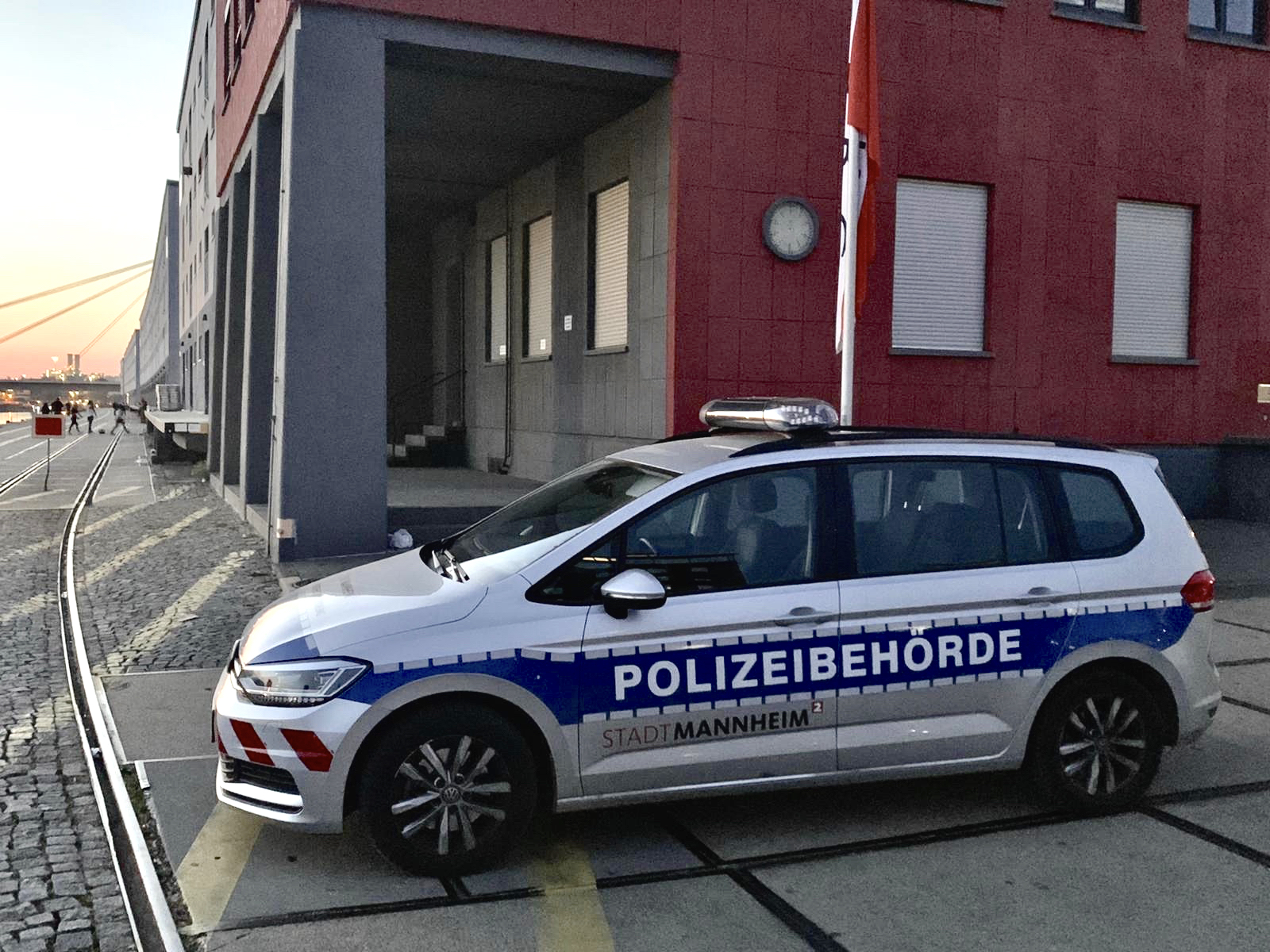
Streifenwagen des KOD Mannheim

In Baden-Württemberg und Sachsen gibt es kein Ordnungsbehördengesetz, sondern das Polizeigesetz, da diese Länder sich für ein sogenanntes Einheitssystem im Polizeirecht entschieden haben. Unter den Begriff Polizei fällt daher auch die Polizeibehörde/Ortspolizeibehörde (entspricht der Ordnungsbehörde/Ordnungsamt in anderen Ländern), welche sich Gemeindlicher Vollzugsbediensteter bzw. eines Kommunalen Ordnungsdienstes (KOD) bedienen kann (Begriff Polizei). Der KOD verfügt in den meisten Fällen über sehr weitreichende polizeiliche Befugnisse und hat daher gem. § 80 des Polizeigesetzes bei ihrer Aufgabenerledigung die Stellung von Polizeibeamten. In diesem Sinne ist der KOD als eine Art Stadtpolizei zu sehen. In mehreren Großstädten Sachsens und Baden-Württembergs führt der gemeindliche Vollzugsdienst auf Uniformen und Fahrzeugen die Bezeichnung Polizeibehörde.
Mittlerweile tragen in verschiedenen Städten die Gemeindevollzugsbediensteten Schulterklappen mit weißen Sternen. Hintergrund hierfür ist, dass diese eine Ausbildung (Kommunaler Ordnungsdienst) absolviert haben.
In Hessen können seit 2017 auch die Begriffe Stadtpolizei, Kommunalpolizei sowie Ordnungspolizei, wie dies in unter anderen in Frankfurt am Main bei der Stadtpolizei Frankfurt am Main oder in Darmstadt bei der Kommunalpolizei Darmstadt der Fall ist, verwendet werden. Auch in NRW wird über die Umbenennung von Ordnungsamt in Stadtpolizei nachgedacht.
In Nordrhein-Westfalen sind Kommunale Ordnungsdienste auch unter der Bezeichnung Stadtwacht seit Ende der 1990er Jahre vor allem in den größeren Städten des Landes eingerichtet worden, was als Reaktion der Städte und Gemeinden auf vermeintlich zunehmende Sicherheitsprobleme im urbanen Umfeld (offene Drogenszene, Verwahrlosungstendenzen, Straßenkriminalität, mangelnde Stadtsauberkeit) und die gleichzeitig schwindende Präsenz der staatlichen Polizei gewertet werden kann.
Im Land Bremen werden die Aufgaben des Ordnungsamtes durch das Bürger- und Ordnungsamt wahrgenommen. Es ist organisatorisch von der Polizei getrennt und in der Verwaltungsgliederung in der Stadt Bremen dem Bereich Rechts-, Sicherheits- und Ordnungsverwaltung bei dem Senator für Inneres zugeordnet und in Bremerhaven dem Magistrat.

### Österreich

Dienstabzeichen der Ordnungswache Graz

In Österreich sind Ordnungsämter unter dieser Bezeichnung, sowohl als Behörde und als Vollzugsdienst, nur in wenigen Städten eingerichtet. Als kommunale Behörde ist der Aufgabenbereich je nach Gemeinde oftmals auf mehrere Abteilungen aufgeteilt. Als Vollzugsdienst bevorzugen es viele Städte Stadtpolizeien einzurichten, die auch die Stadtverordnungen durchsetzen. Diese Stadtpolizeien sind der Bundespolizei auf dem jeweiligen Gemeindegebiet gleichgestellt und bewaffnet.
Städte mit einer Landespolizeidirektion (LPD) als Sicherheitsbehörde Erster Instanz dürfen nach den Bestimmungen der österreichischen Verfassung keine Stadtpolizeien einrichten. Hierbei handelt es sich um alle Landeshauptstädte außer Bregenz sowie einige wenige weitere größere Städte, die gezwungen sind Behörden mit eingeschränkten Befugnissen einzurichten. Die Beamten treten als  Organe der öffentlichen Aufsicht auf und dürfen Organstrafverfügungen und Anzeigen ausstellen. Derzeit sind einige Länder bemüht, die Kompetenzen der Ordnungsdienste in Städten mit einer LPD als Sicherheitsbehörde zu erweitern, wie in Niederösterreich, wo das Recht zur Identitätsfeststellung eingeführt werden soll und die Aufgabengebiete von der Parkraumbewirtschaftung auch auf öffentliche Sauberkeit, Geschwindigkeitskontrollen von Radfahrern und E-Scooter-Fahrern sowie Einsätze als Sicherungspersonal im Rahmen von Veranstaltungen vorgesehen sind.
Folgende Außendienst-Vollzugsdienste gibt es derzeit (Auswahl):
- Ordnungsamt Bischofshofen:[18][19] Hier besteht der politische Wunsch eine eigene Stadtpolizei einzurichten.[20]

- Ordnungswache Graz mit derzeit 56 Mitarbeitern (Stand: 2019),[21] ist auch Betreiberin des Heimwegtelefons für Graz, Amstetten und Wiener Neustadt[22]

- Ordnungsamt Klagenfurt,[23][24] die Mitarbeiter tragen Pfefferspraypistolen, Pfefferspray, Schutzwesten und eine polizeiähnliche Uniform mit der Aufschrift „ORDNUNGSAMT“.[25]

- Mobile Überwachungsgruppe (MÜG) Innsbruck[26] Die MÜG wurde im Jahr 2005 gegründet und verfügt derzeit über 50 Mitarbeiter (Stand: 2025). Die Ausrüstung besteht aus polizeiähnlichen Uniformen mit der Aufschrift „MAGISTRAT“ und Stichschutzwesten, Bodycams sowie Pfefferspraypistolen.[27][28] Die MÜG ist zuständig für:
  - klassischen Streifendienst, auch mit Fahrrädern
  - Verkehrsüberwachung
  - Lärmschutzvergehen
  - Parkraumkontrolle
  - Einsätze in Grünanlagen und bei Veranstaltungen
  - mobile Radarkontrollen

- Ordnungswache Wels[29][30][31]
- Ordnungsamt Salzburg[32]

- Ordnungsdienst der Stadt Linz GmbH: In Linz wurde das Ordnungsamt nicht bei der Stadtverwaltung, sondern als GmbH eingerichtet.[33] Die 30 Mitarbeiter (Stand: 2019) sind uniformiert und zum Teil mit Pfeffersprays bewaffnet.

#### Ordnungsdienste in Wien
In Wien wurden nach den Zuständigkeiten der unterschiedlichen Magistratsabteilungen mehrere unterschiedliche Ordnungsdienste eingerichtet:
Hunde-TeamSeit Februar 2024 ist das Wiener Hunde-Team für die Kontrolle der Leinen- und Beißkorbpflicht, der Berechtigung des Führens eines Listenhundes, sowie weiterer Vorschriften im Einsatz. Die Mitarbeiter sind berechtigt Strafen zu erteilen.
MarktamtDas Marktamt (Magistratsabteilung 59 / MA59) ist für die umfassende Kontrolle der Einhaltung von Hygienebestimmungen von Lebensmittelbetrieben zuständig. Dies umfasst Marktstände ebenso wie Restaurants oder Herstellerbetriebe von Lebensmitteln. Die Aufgaben sind:
- Bauliche, gerätespezifische und anlagentechnische Voraussetzungen
- Warenzustand und Umgang mit Waren
- Umsetzung Hygiene und Schulung
- Dokumentenprüfung

Folgende Waren oder Produkte werde geprüft:
- Lebensmittel
- Wasser für den menschlichen Gebrauch
- Diätetische Lebensmittel
- Nahrungsergänzungsmittel
- Lebensmittelzusatzstoffe
- Verarbeitungs-Hilfsstoffe
- Kosmetika
- Verschiedene Gebrauchsgegenstände wie Beißringe, Beruhigungssauger oder Gegenstände, die mit Lebensmitteln oder Kosmetika in Berührung kommen
- Spielwaren

Ordnungsberater
Die Ordnungsberater von Wiener Wohnen haben ihre Zuständigkeit im Bereich der Wiener  Gemeindewohnungen: Überwachung des „Wiener Reinhaltegesetzes“, Maßnahmen gegen Lärmerregung, Falschparker etc.
Parkraumüberwachungsgruppe (PÜG)
Die „Parkraumüberwachungsgruppe (PÜG) der Stadt Wien“ steht unter der „Dienst- und Fachaufsicht der Landespolizeidirektion Wien“. Die PÜG-Beamten tragen blaue Uniformen mit der Aufschrift „STRASSENAUFSICHT“ und werden umgangssprachlich als „Parksheriffs“ bezeichnet. Zurzeit (Stand: 2019) gibt es über 520 PÜG-Mitarbeiter und 22 zugeteilte Beamte der Bundespolizei. Die Aufgaben der PÜG umfassen:
- - die Überwachung des gesamten ruhenden Verkehrs
  - die Parkraumbewirtschaftung
  - die Fahndung nach polizeilich gesuchten oder nicht versicherten Fahrzeugen[42]

Während der Corona-Pandemie im Jahr 2020 wurden die Beamten der PÜG von der Bundespolizei vorübergehend zur Überwachung der Bundesgärten in Wien eingesetzt.
WasteWatcher
Die Überwachungsorgane der Magistratsabteilung 48 (MA48) werden offiziell als WasteWatcher bezeichnet: Die Aufgaben sind die Überwachung des „Wiener Reinhaltegesetzes“, Schwerpunkte sind Sperrmüll, Hundekot, Zigarettenstummel, illegal abgestellte Einkaufswagen und das Wegwerfen von Speiseresten
Rathauswache
Als Besonderheit, da sie weder als kommunale Polizei, noch als Ordnungsdienst eingestuft werden kann, existiert seit 1927 in Wien die Rathauswache als, in bestimmten Situationen auch mit Schusswaffen ausgestattete, spezielle Organisationseinheit der Berufsfeuerwehr Wien, die infolge des Justizpalastbrandes als bewaffnete Einsatzgruppe gegründet wurde. Neben den Brandschutzaufgaben übernimmt die Rathauswache den Personen- und Objektschutz im Rathaus und in allen Amtshäusern der Gemeinde Wien. Ein weiteres Aufgabengebiet ist die Ausstellung von „Notpässen“, also Reisepässen, die dringend außerhalb der Öffnungszeiten der Passämter benötigt werden.

## Übriges Europa

### Niederlande
In den Niederlanden wird dieser Dienst Handhaving (Niederländisch für „Durchsetzung“) oder Handhaving en Toezicht (Niederländisch für „Durchsetzung und Überwachung“) bezeichnet, die polizeiähnlichen Uniformen tragen auch in den meisten Fällen diese Aufschrift. Die Beamten dieser städtischen Behörden sprechen Personen, die gegen die Stadtverordnungen verstoßen, aktiv an und sind auf öffentlichen Plätzen präsent. Die Aufgabenbereiche der Handhaving sind unter anderem:
- aktiv werden im Falle von Belästigung durch Drogenkonsum oder Alkoholmissbrauch
- Überprüfung von Genehmigungen im Bereich der Prostitution, Feststellung von Missbräuchen, wie Menschenhandel
- Erhöhung der objektiven und subjektiven Sicherheit im öffentlichen Raum und in den öffentlichen Verkehrsmitteln
- das Abschleppen von gefährlich abgestellten Fahrzeugen[46]

### Vereinigtes Königreich
In Vereinigten Königreich werden die Beamten der Ordnungsämter als Warden (englisch für „Aufseher“) bezeichnet. Sie setzen sämtliche nicht von der Polizei umzusetzenden Verordnungen durch.

### Polen
In Polen kümmert sich die Straż miejska (polnisch für „Stadtwache“) um Ordnung in der Öffentlichkeit. Zu ihren Aufgaben gehören Personenkontrolle, Verfolgung von Ordnungswidrigkeiten, Strafzettel schreiben, falsch geparkte Fahrzeuge abschleppen und andere Delikte, die nicht direkt den Einsatz der Polizei erfordern. Diese kann allerdings jederzeit von der Stadtwache zur Hilfe dazugerufen werden.

## Übrige Welt
Die Einrichtung von Behörden zur Durchsetzung kommunaler Vorschriften ist in den Mitgliedsstaaten des Commonwealth of Nations, wie Australien, Kanada oder Neuseeland aufgrund der britischen Rechts- und Verwaltungstradition weit verbreitet. Es handelt sich hier, ähnlich wie in Deutschland, um Strafverfolgungsbehörden einer Gemeinde, eines Bezirks oder eines Regionalbezirks, welcher mit der Durchsetzung von nicht strafrechtlichen Verordnungen, Regeln, Gesetzen, Gesetzen oder Vorschriften, die von lokalen Regierungen erlassen werden, beauftragt wird.

### Australien
In Australien werden die Begriffe Law Enforcement Officer (englisch für „Strafverfolgungsbeamter“), Shire Ranger (englisch für „Feldhüter“) oder Local Laws Officer (englisch für „Örtlicher Gesetzesbeamter“) für Beamte im Außendienst des allgemeinen kommunalen Ordnungsamtes bezeichnet. Daneben gibt es für enger gefasste Einsatzbereiche noch die Bezeichnungen Traffic Officer für Beamte der Parkraumbewirtschaftung sowie die Animal Management Officer im Bereich der Wildtiere.

### Kanada
Die rechtliche Gestaltung der Einrichtung der Ordnungsbehörden obliegt in Kanada den Provinzen. Hier muss unterschieden werden zwischen „normalem“ Gemeindebeamten und dem (Community) Peace Officer (englisch für „(Gemeinde-)Gesetzeshüter“), da nur der vereidigte „Peace Officer“ hoheitlich tätig werden darf.

### Neuseeland

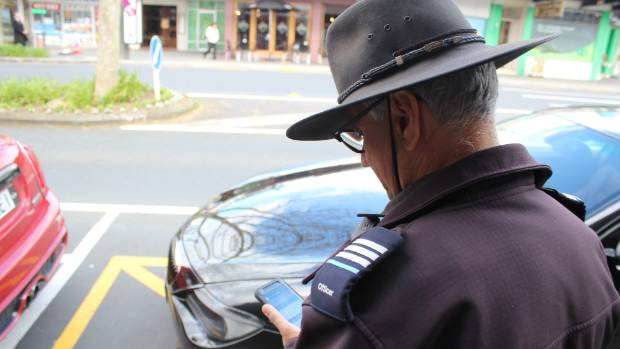
Beamter der Parkraumüberwachung in Auckland, Neuseeland

In Neuseeland werden Beamte der Ordnungsdienste auf der Ebene der Bezirke oder Städte eingesetzt. Die Mitarbeiter sind für bestimmte Aufgaben zuständig: Vollzugsdienste, Tierkontrolle, den ruhenden Verkehr, Lärmschutz sowie illegale Müllablagerung. Die zuständigen Beamten werden mit aufgabenbezogenen Befugnissen versehen. Übergriffe auf die Ordnungsbeamten sind an der Tagesordnung, weswegen Sicherheitsmaßnahmen, wie zum Beispiel das Tragen von Body-Cams, eingeführt wurden.

### USA
In den Vereinigten Staaten ist der Begriff Code Enforcement Officer (englisch für „Verordnungs-Durchsetzungsbeamter“) geläufig, die Aufgabenbereiche sind jedoch wesentlich begrenzter als beispielsweise in Kanada und eher mit der Position eines Sachbearbeiters vergleichbar.

### Volksrepublik China

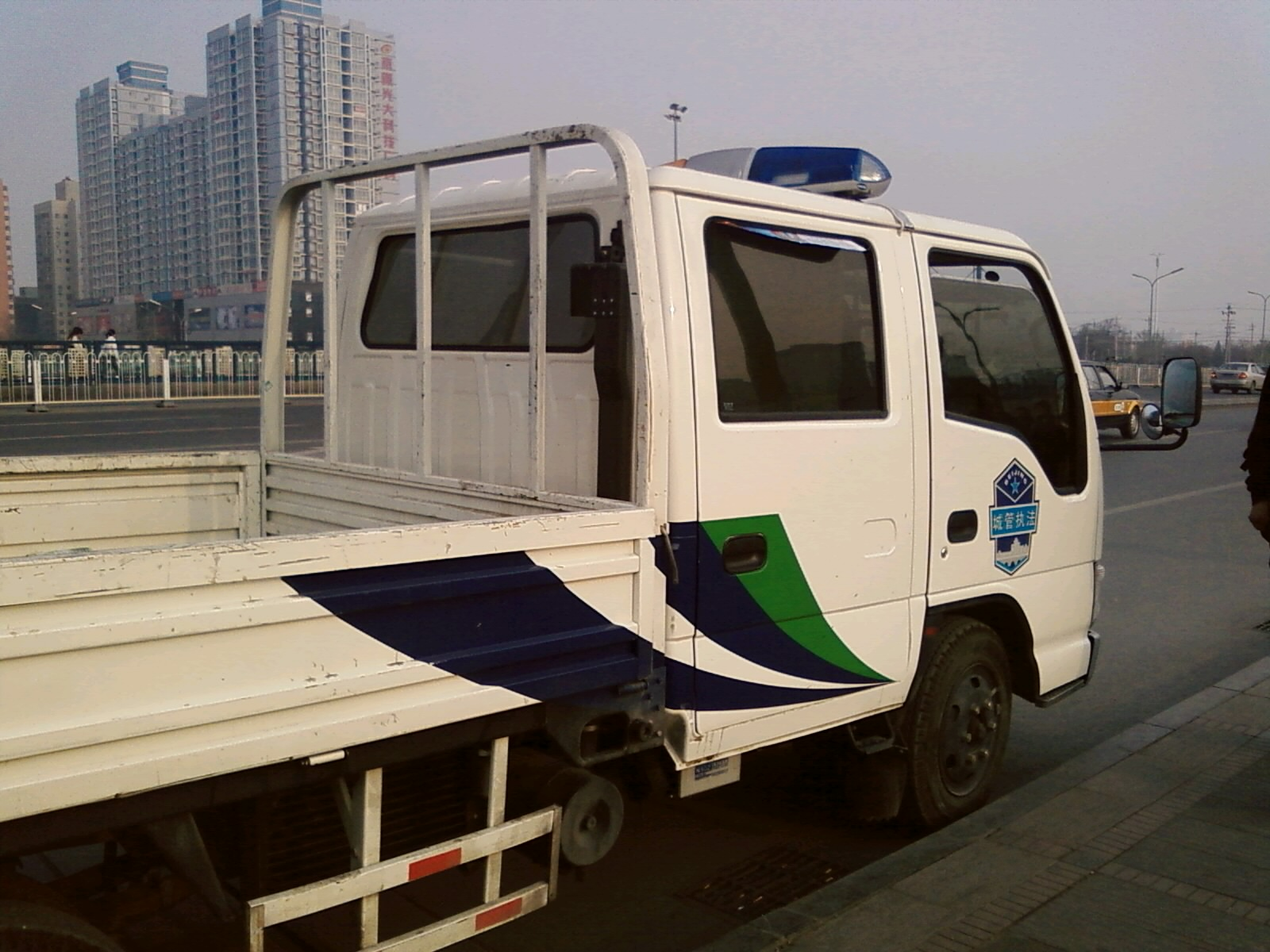
Fahrzeug des Chengguan in Peking

Im Jahr 2002 wurde in China in jeder Stadt ein „Städtisches Verwaltungs- und Strafverfolgungsbüro“ eröffnet, das in der Regel in der Kurzform Chengguan (chinesisch: 城管; pinyin: Chéngguǎn) genannt wird. Dieses Ordnungsamt ist für die Durchsetzung der Verordnungen der Stadt zuständig. Dazu gehören das Erscheinungsbild der Stadt, Umwelt, sanitäre Einrichtungen, die Arbeitssicherheit, die Kontrolle von Verunreinigungen und Verschmutzung, die Gesundheitsaufsicht und umfasst die Durchsetzung von kommunalen Vorgaben in Industrie und Handel, Umweltschutz und Gewässer.